# Bettina Aptheker
Bettina Fay Aptheker (Carolina do Norte, 13 de setembro de 1944)  é uma autora, professora e ativista política. Bettina é conhecida pela sua participação nos movimentos de direitos civis e anti-guerra nos Estados Unidos durante os anos 1960 e 1970, especialmente por ter trabalhado na defesa de Angela Davis durante seu julgamento.
Atualmente ela é professora e trabalha no desenvolvimento de estudos feministas na Universidade Santa Cruz na Califórnia.

## Biografia
Bettina nasceu em Fort Bragg, Carolina do Norte, em uma família judia. Ela é filha da sindicalista Fay Philippa Aptheke e seu pai, o historiador Herbert Aptheker, é reconhecido por seu trabalho sobre as revoltas das pessoas negras escravizados nos Estados Unidos e foi uma figura importante na mudança da escrita da história afro-americana.

### Percurso
Bettina obteve seu diploma de graduação na Universidade da Califórnia, Berkeley. Como ativista do WEB Du Bois Club do Partido Comunista dos EUA, ela liderou o Movimento pela Liberdade de Expressão de Berkeley, durante o outono de 1964.
Dez anos depois, ela se aposentou parcialmente do ativismo político e voltou à academia para fazer pós-graduação. Em 1976, ela completou seu mestrado em comunicação na San Jose State University, onde passou a lecionar.

### Carreira política
Bettina foi uma delegada na convenção de fundação do WEB DuBois Clubs, em junho de 1964, uma organização jovem patrocinada pelo Partido Comunista, realizada em San Francisco.
Ela se tornou membro do Comitê Nacional do Partido Comunista dos Estados Unidos da América (CPUSA). Por isso, foi lembrada pela líder do partido na Califórnia, Dorothy Healey, em suas memórias de 1990 como "uma das jovens mais animadas que ganhou destaque no partido na década de 1960 e também um dos seres humanos mais calorosos que já conheci".
Em 1968, a invasão soviética da Tchecoslováquia dividiu a liderança de 120 membros do CPUSA. Todos, exceto três do Comitê Nacional, liderado pelo líder do partido Gus Hall, apoiaram a intervenção dos soviéticos. Uma reunião do Comitê Nacional realizada no fim de semana do Dia do Trabalhador apoiou Hall por uma margem de cinco para um. Bettina Aptheker denunciou a invasão, entretanto, e votou com a minoria; ela se opôs a seu pai Herbert Aptheker sobre esta questão. Ele e a maioria de seus líderes defenderam a intervenção soviética na Hungria em 1956.
Durante a década de 1970, Bettina trabalhou para a defesa no julgamento de alto nível de Angela Davis, uma amiga de longa data e membro do Partido Comunista acusada de envolvimento na tentativa de George Jackson de escapar da prisão. Ela também escreveu um livro sobre o julgamento, que foi publicado em 1974. Em 1977, ela se tornou associada do Instituto das Mulheres para a Liberdade de Imprensa (WIFP), uma organização americana sem fins lucrativos que trabalha para aumentar a comunicação entre as mulheres e conectar o público com as formas de mídia femininas.

### Carreira acadêmica
Após concluir seu mestrado, Aptheker ensinou Estudos Afro-Americanos e Femininos na San José State University. No início dos anos 1980, ela concluiu o doutorado no programa de História da Consciência da Universidade da Califórnia, em Santa Cruz. Desde 1980, ela leciona no departamento de Estudos Feministas de lá.

### Vida pessoal
Em 1965, Aptheker casou-se com seu colega estudante Jack Kurzweil, que também era um ativista comunista. Eles se divorciaram em 1978 depois de terem dois filhos juntos. Desde outubro de 1979, Aptheker está com Kate Miller, sua companheira de vida. Eles têm três filhos entre eles, pois cada mulher teve filhos em seu primeiro casamento.

## Obras

### Livros
- Big Business e a American University. Nova York: New Outlook Publishers, 1966.
- Columbia Inc. Nova York: WEB DuBois Clubs of America, maio de 1968.
- Racism and Reaction in the United States: Two Marxian Studies. Com Herbert Aptheker. Nova York: New Outlook Publishers, 1971.
- The Morning Breaks: The Trial of Angela Davis. Ithaca, NY: Cornell University Press, 1976.
- The Unfolding Drama: Studies in US History. Com Herbert Aptheker. Nova York: International Publishers, 1979.
- Woman's Legacy: Essays on Race, Sex and Class in American History. Amherst, MA: University of Massachusetts Press, 1982.
- Tapeçarias da vida: o trabalho feminino, a consciência feminina e o sentido da vida cotidiana. Amherst, MA: University of Massachusetts Press, 1989.
- Aptheker, Bettina (26 de setembro de 2006). Intimate Politics: How I Grew Up Red, Fought for Free Speech, and Became a Feminist Rebel. [S.l.]: Seal Press. ISBN 978-1-58005-160-6. Resumo divulgativo

### Capítulos de livros e artigos
- "Toni Cade Bambara: Uma Vida Política do Espírito", em Linda J. Holmes e Cheryl A. Wall, editores, Savoring the Salt: O Legado de Toni Cade Bambara, Temple University Press, 2008. pp. 226–235.
- "Mantendo o Partido Comunista Straight, 1940-1980," New Politics, Summer 2008, Vol. XII, nº 1, pp. 22–27.
- "Ensino sobre o anti-semitismo e o legado das mulheres judias." Women's Studies Quarterly, vol. 21, não. 3/4, 1993, pp. 63–68. www.jstor.org/stable/40022007
- "Raça e classe: política patriarcal e experiência feminina." Women's Studies Quarterly, vol. 10, não. 4, 1982, pp. 10-15. www.jstor.org/stable/40004177.
- "'Forte é o que fazemos uns aos outros': Desaprender o racismo nos estudos femininos." Women's Studies Quarterly, vol. 9, não. 4, 1981, pp. 13-16. www.jstor.org/stable/40003959.

## Prêmios e reconhecimentos
Bettina Aptheker recebeu o "Prêmio de Excelência em Educação" em 2004 pelo capítulo da Califórnia da Organização Nacional para Mulheres (CA NOW). Em 2012, ela foi co-nomeada com Karen Yamashita para a Cadeira Presidencial da UC em Raça Crítica Feminista e Estudos Étnicos; uma posição oferecida a membros ilustres do corpo docente da universidade com o objetivo de incentivar o desenvolvimento de programas novos ou interdisciplinares. Ela recebeu o Prêmio de Ensino de Humanidades John Dizikes em 2017 e a nomeação inaugural da Cadeira Presidencial para Estudos Feministas da Fundação Peggy e Jack Baskin.